# Limão (São Paulo)
 (signalé en juin 2025).
Si vous disposez d'ouvrages ou d'articles de référence ou si vous connaissez des sites web de qualité traitant du thème abordé ici, merci de compléter l'article en donnant les références utiles à sa vérifiabilité et en les liant à la section « Notes et références ».
- Archive Wikiwix
- Bing
- Cairn
- DuckDuckGo
- E. Universalis
- Gallica
- Google
- G. Books
- G. News
- G. Scholar
- Persée
- Qwant
- (zh) Baidu
- (ru) Yandex
- (wd) trouver des œuvres sur Wikidata

Limão est un district situé dans la zone nord de la ville de São Paulo et appartient à la Mairie régionale de Casa Verde/Cachoeirinha.
Les quartiers du district de Limão sont : Bairro do Limão ; Jardim Pereira Leite ; Jardim das Graças ; Vila Barbosa ; Vila Siqueira ; Vila Carolina ; Vila Cristo Rei ; Vila Diva ; Vila Prado ; Vila Santista ; Jardim São Luís ; Vila Caroline ; Vila Santa Maria ; Sítio do Morro ; Jardim Tabor ; Vila Morro Alto ; Jardim Primavera ; Casa Verde Alta ; Chácara Morro Alto ; Vila Marisbela ; Jardim Marina ; Vila Espanhola.

## Histoire
Au milieu du XIXe siècle, la région comprenant le quartier de Limão et ses environs était occupée par des fermes et des fermes. À cette époque, les anciens disent qu'un citronnier sauvage a été trouvé juste à la frontière avec Freguesia do Ó, d'où le nom de Bairro do Limão, signifiant Quartier du Citron. Ce n'est qu'en 1921 que le quartier a commencé à être subdivisé. Ce n'est cependant que dans les années 1930 que l'installation des premières familles dans le quartier s'intensifie.
Peu de temps après, le quartier de Limão a commencé à se développer et, en 1939, la paroisse de Santo Antônio do Limão a été créée. C'est en 1935 que la première ligne de bus est arrivée, partant de Barra Funda et se rendant à Vila Santa Maria, en passant par Limão. En 1964, l'expansion d'une ligne existante a commencé à relier le quartier à Jardim Paulista.
Par la loi 8092, du 28 février 1964, Limão est devenu le 44e sous-district de la municipalité de São Paulo, mais il n'a été installé que le 17 janvier 1965. Un autre élément qui a apporté des avantages au quartier était la Sociedade Amigos do Bairro do Limão, fondée en 1953.
La superficie de ce sous-district est d'environ 5 kilomètres carrés et couvre plusieurs villages tels que : Vila Munhoz, Vila Barbosa, Vila Carbone, Vila Carolina, Vila Cristo Rei, Vila Diva, Vila Espanhola, Jardim das Graças, Vila Itapeva, Bairro do Limão, Sítio do Morro, Jardim Pereira Leite, Vila Prado, Jardim Primavera, Vila Santa Cândida, Vila Santa Maria, Parque São Luís, Vila Siqueira. La plus ancienne du sous-district est Vila Santa Maria, datant de 1930. Les autres villages ont émergé dans les années 1950 et 1960.
L'anniversaire du quartier, qui était auparavant célébré le 13 novembre, est actuellement célébré le 1er octobre. Quartier de classe moyenne à forte activité industrielle, il a été très valorisé après la construction du nouveau siège social d'O Estado de São Paulo et de l'hypermarché Carrefour.

## Caractéristiques

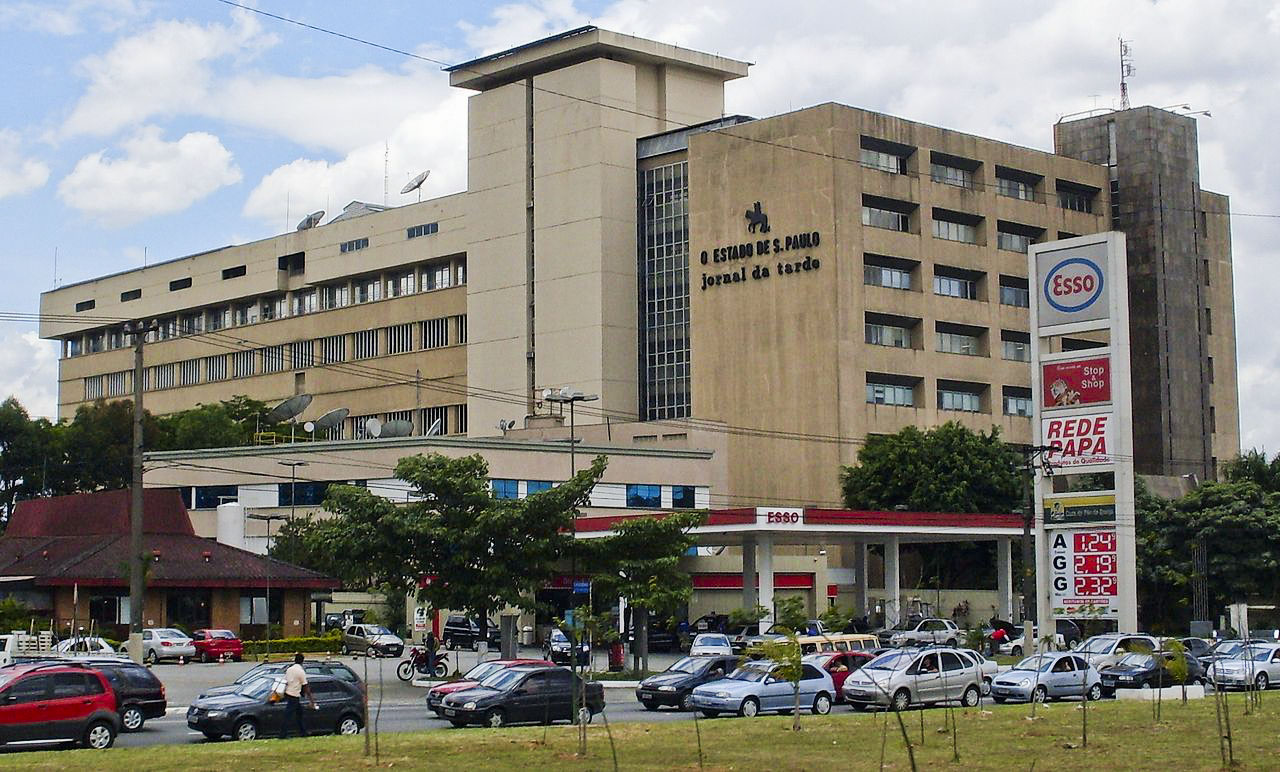
Le siège du journal O Estado de S. Paulo.

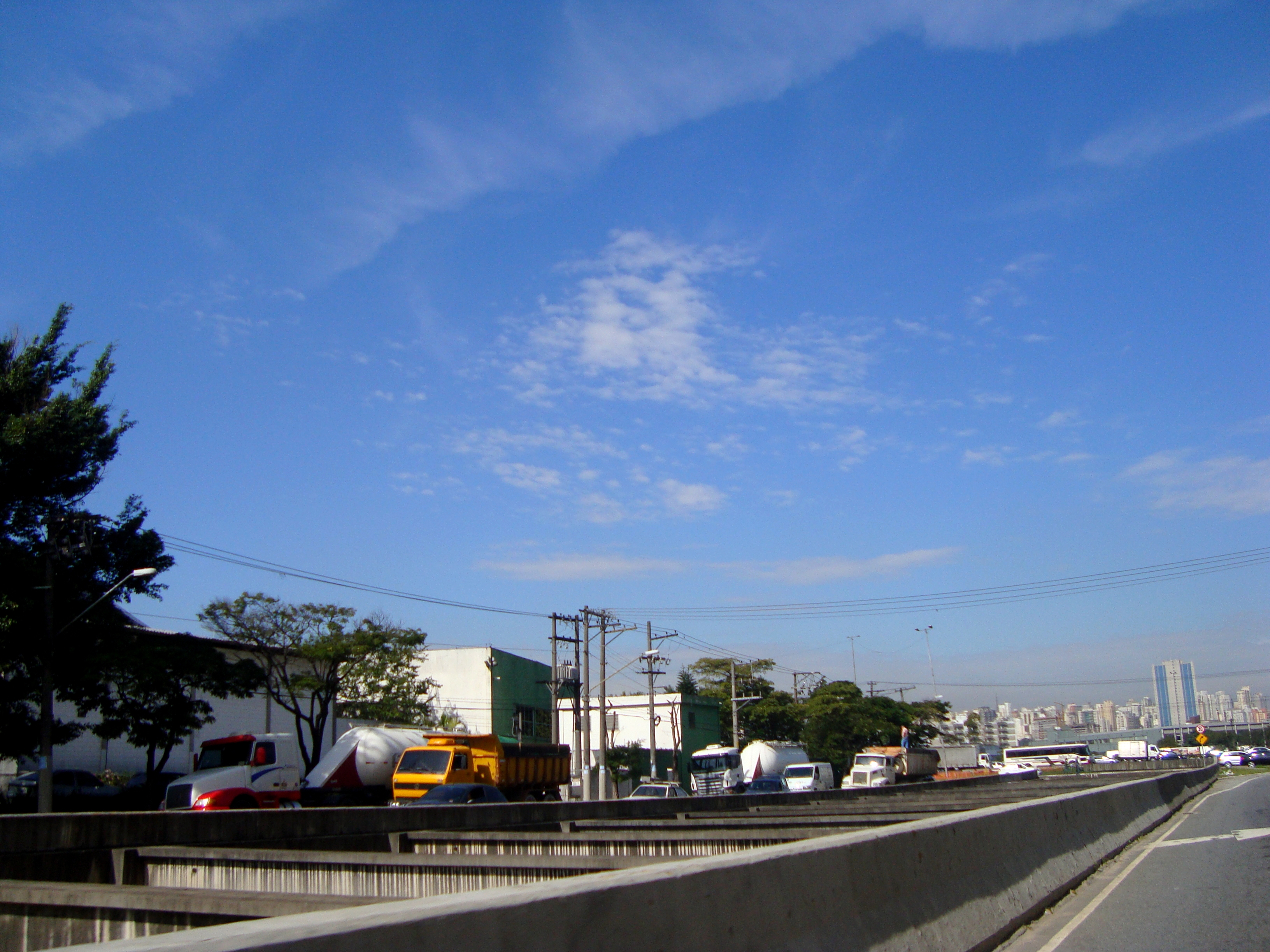
Avenue Engenheiro Caetano Álvares dans le district.

C'est sur le chemin des quartiers comme Cachoeirinha, Brasilândia, Freguesia do Ó et Lapa. Ses axes routiers principaux sont : Av. Celestino Bourroul, Av. Deputado Emílio Carlos, Av. Notre-Dame d'O, Av. Antônio Munhoz Bonilha, Rua Carolina Soares, Rua Roque de Moraes et Av. Clavasio Alves da Silva.
Dans le Bairro do Limão se trouvent des écoles de samba traditionnelles de São Paulo. Mocidade Alegre est située Av. Casa Verde, entre l'Av. Celestino Bourroul et Av. Eng. Caetano Alvares. L'un de ses rivaux traditionnels est Rosas de Ouro, de la voisine Freguesia do Ó. Un autre, l'Império de Casa Verde à Casa Verde.

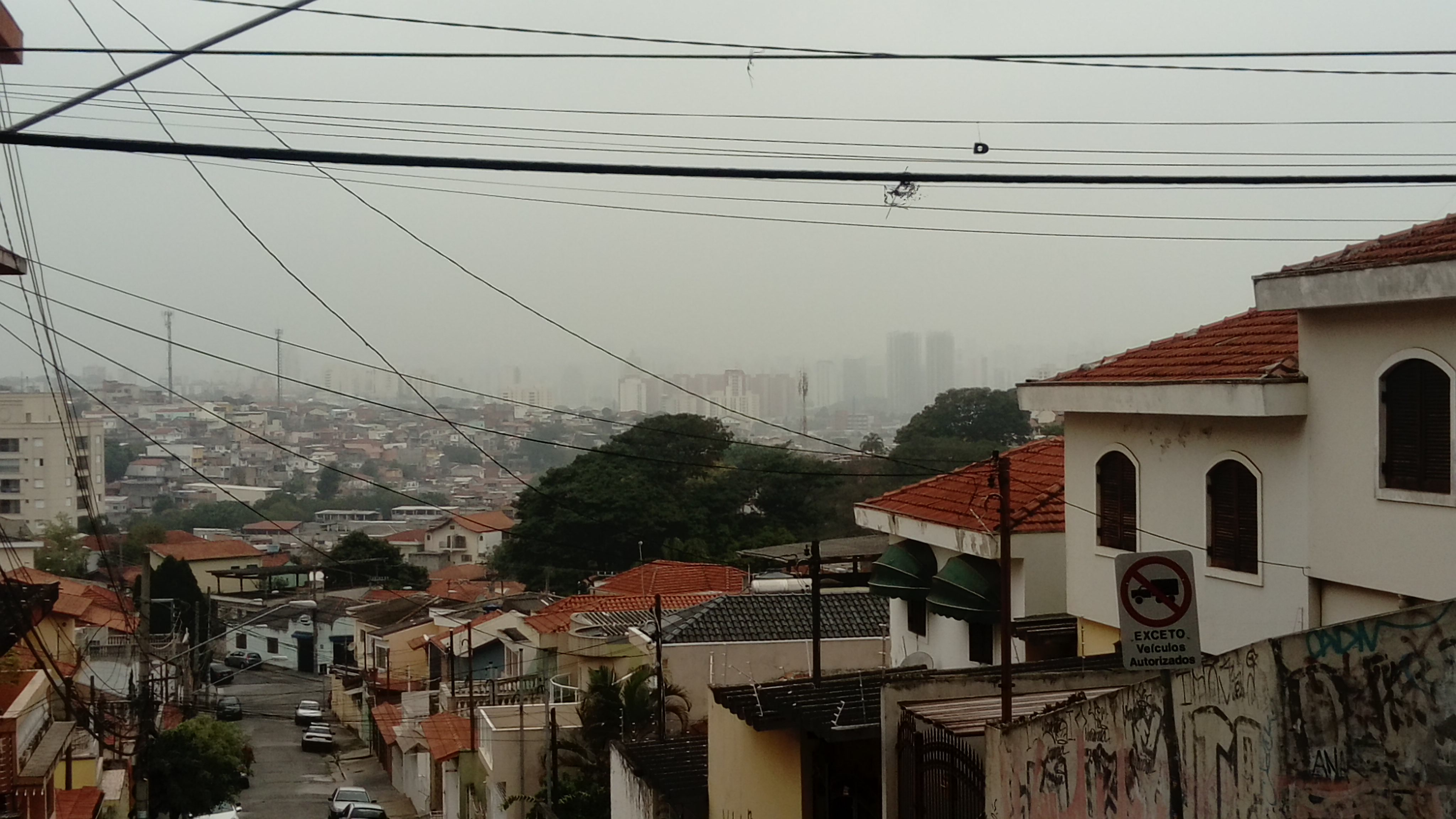
Vila Santa Maria, dans la partie supérieure du district.

Il existe également plusieurs collèges importants dans le quartier, comme le Colégio Padre Moye, fondé en 1942 par les Sœurs de la Providence de GAP, une congrégation française dont le patron est le bienheureux João Martinho Moye. Le quartier est également desservi par plusieurs écoles publiques étatiques et municipales.

## Districts limitrophes
- Cachoeirinha (Nord)
- Barra Funda (Sud)
- Casa Verde (Est)
- Freguesia do Ó (Ouest)